# Fin Argus
Steffan Fin Argus (Des Plaines, 1 de setembro de 1998) é um ator, músico e modelo americano.

## Juventude e educação
Argus nasceu em Des Plaines, Illinois. Eles têm uma irmã mais velha, Sadie, e uma irmã mais nova, Lacey. Eles se autodenominavam “garotos do teatro” enquanto cresciam e aprenderam a tocar vários instrumentos. "Aprendi o violão espanhol na terceira série... Depois o piano. Depois a trompa. Depois o violoncelo. Depois o ukulele, o bandolim e o banjo. Depois o baixo." Eles frequentaram a Maine West High School e depois estudaram na Berklee College of Music em Boston.

## Carreira
Argus começou a atuar em produções teatrais locais ainda jovem e foi membro do Kidz Bop. Eles assinaram com a Ford Models e modelaram a Linha Primavera/Verão 2016 da Yves Saint Laurent para a Barneys New York. Eles lançaram um EP em 2017 intitulado Lost at Sea.
Eles estrelaram a websérie The Commute. Argus foi escalado para o papel principal como Zach Sobiech no drama musical da Disney+, Clouds. Eles apareceram em Agentes da S.H.I.E.L.D. como uma versão mais jovem de Gordon, anteriormente interpretado por Jamie Harris.

## Vida pessoal
Argus é gay e usa pronomes eles/deles. Argus é gênero queer.

## Filmografia

### Cinema
| Ano  | Título         | Personagem      | Notas                        |
| ---- | -------------- | --------------- | ---------------------------- |
| 2011 | Requiem        | Garotinho       | Curta-metragem               |
| 2011 | Life Lessons   | Menino dançando | Curta-metragem; Sem créditos |
| 2012 | Harvest        | Charlie         | Curta-metragem               |
| 2012 | Stitches       | Sam             | Curta-metragem               |
| 2016 | Virtual High   | Julian          | Curta-metragem               |
| 2017 | Perception     | Charlie         | Curta-metragem               |
| 2017 | Leaked Wedding | Depoimento 2    | Curta-metragem               |
| 2017 | Carma          | Cara sexy       | Curta-metragem               |
| 2017 | The Regulars   | Elvis           | Curta-metragem               |
| 2018 | Summer '03     | Josh            | Sem créditos                 |
| 2020 | Clouds         | Zach Sobiech    |                              |
| 2022 | Stay Awake     | Derek           |                              |

### Televisão
| Ano  | Título                  | Personagem   | Notas                         |
| ---- | ----------------------- | ------------ | ----------------------------- |
| 2017 | The Gifted              | Jack         | Episódio: "eXposed"           |
| 2020 | Agentes da S.H.I.E.L.D. | Jovem Gordon | 2 episódios                   |
| 2022 | Queer as Folk           | Mingus       | Elenco principal              |
| 2023 | The Other Two           | Lucas        | Papel recorrente, 4 episódios |

### Web
| Ano       | Título        | Personagem | Notas                       |
| --------- | ------------- | ---------- | --------------------------- |
| 2016−2017 | The Commute   | Hansen     | Elenco principal            |
| 2018−2019 | Total Eclipse | Julian     | Recorrente (temporadas 2−3) |

## Discografia
- Make Me Cry (2016)
- Lost at Sea (2017)
- Exposure (2022)